# Vuelta a La Rioja
Vuelta Ciclista a La Rioja er et spansk endagsløb i landevejscykling som arrangeres hvert år i marts eller april. Løbet er blevet arrangeret siden 1957. Løbet er af UCI klassificeret som 1.1 og er en del af UCI Europe Tour. 

## Vindere
| - 2017 Rory Sutherland - 2016 Michael Matthews - 2015 Caleb Ewan - 2014 Michael Matthews - 2013 Francesco Lasca - 2012 Jevgenij Sjalunov - 2011 Imanol Erviti - 2010 Ángel Vicioso - 2009 David García - 2008 Manuel Calvente - 2007 Rubén Plaza - 2006 Ricardo Serrano - 2005 Javier Pascual Rodriguez - 2004 Vladimir Karpets - 2003 Félix Cárdenas - 2002 Carlos Torrent - 2001 Cesar Solaun - 2000 Miguel Ángel Perdiguero - 1999 Juan Carlos Domínguez - 1998 Abraham Olano - 1997 José María Jiménez - 1996 Roberto Sierra - 1995 Miguel Indurain - 1994 José María Jiménez - 1993 Laurent Jalabert - 1992 Mikel Zarrabeitia - 1991 Ikke arrangeret - 1990 Alfonso Gutierrez - 1989 Enrique Aja - 1988 Federico Echave - 1987 Raimund Dietzen | - 1986 José Luis Laguía - 1985 Francisco Antequera - 1984 Iñaki Gaston - 1983 Eduardo Chozas - 1982 Marino Lejarreta - 1981 Isidro Juarez - 1980 Jesus Suarez Cueva - 1979 Eulalio Garcia - 1978 Francisco Galdos - 1977 Rafael Ladron De Guevara - 1976 Ikke arrangeret - 1975 Javier Elorriaga - 1974 Jesus Manzaneque - 1973 Jesus Manzaneque - 1972 José Antonio Ponton - 1971 Jesus Manzaneque - 1970 Carlos Echeverria - 1969 Luis Ocaña - 1968 Ramon Mendiburu - 1967 Gabino Erenozaga - 1966 Antonio Gomez Del Moral - 1965 Juan Maria Uribezubia - 1964 Antonio Barrutia - 1963 Carlos Echeverria - 1962 Carlos Echeverria - 1961 Ikke arrangeret - 1960 Angel Rodriguez - 1959 Ikke arrangeret - 1958 Manuel Martin Pinera - 1957 Alberto Sant |